# Trichaetipyga juniperinus
Trichaetipyga juniperinus är en insektsart som beskrevs av Ball. Trichaetipyga juniperinus ingår i släktet Trichaetipyga och familjen hornstritar. Inga underarter finns listade i Catalogue of Life.